# Dupljane
Dupljane es un pueblo ubicado en la municipalidad de Negotin, en el distrito de Bor, Serbia.

## Superficie
Posee una superficie de 19,21 kilómetros cuadrados.

## Demografía
Hasta 2011 la población era de 481 habitantes, con una densidad de población de 25,04 habitantes por kilómetro cuadrado.